# Internationale luchthaven van Puebla
De internationale luchthaven van Puebla (Spaans: Aeropuerto Internacional de Puebla, voluit Aeropuerto Internacional de Puebla Hermanos Serdán; IATA: PBC, ICAO: MMPB) is een Mexicaanse luchthaven in de buurt van de plaats Huejotzingo, 23 kilometer ten noordwesten van de stad Puebla.
De luchthaven fungeert ook als een alternatieve luchthaven voor Mexico-Stad, omdat het deel uitmaakt van de grootstedelijke luchthavens, alsmede de luchthaven in de hoofdstad van Mexico, Toluca, Cuernavaca en Querétaro.
In 2007 verwerkte de internationale luchthaven van Puebla 445.800 passagiers, in 2008 waren dat er 551.000 passagiers, volgens cijfers van de Operadora Estatal de Aeropuertos.

## Luchtvaartlijnen en bestemmingen

### Binnenlandse vluchten
| Luchtvaartlijnen                | Bestemmingen                 |
| ------------------------------- | ---------------------------- |
| Aeroméxico / Aeroméxico Connect | Monterrey                    |
| Volaris                         | Cancún, Guadalajara, Tijuana |

### Internationale vluchten
| Luchtvaarlijnen                                       | Bestemmingen             |
| ----------------------------------------------------- | ------------------------ |
| Continental Express gevlogen door ExpressJet Airlines | Houston-Intercontinental |